# Rumena Bužarovska
Rumena Bužarovska ( em macedônio/macedónio:  Румена Бужаровска   ) é uma escritora de ficção, tradutora literária e comentarista social nascida em 1981 em Skopje, Macedônia do Norte. Seu livro My Husband (Dalkey Archive Press) foi aclamado pela crítica na Europa e foi adaptado para várias produções teatrais. Ela é professora na State University em Skopje e co-dirige a iniciativa de narrativa de mulheres PeachPreach .  

## Traduções
Rumena Bužarovska é tradutora literária do inglês para o macedônio. Traduziu obras de Flannery O'Connor, JM Coetzee, Lewis Carroll, Truman Capote, Iain Reid e Richard Gwyn . Ela também é a co-tradutora (junto com Steve Bradbury) de sua própria coleção de contos para o inglês I'm Not Going Anywhere ( Dalkey Archive Press, 2023).

## Prêmios
Em 2016 ela foi nomeada uma das Novas Vozes da Europa pela Literary Europe Live  e recebeu o prêmio regional Edo Budiša  na Croácia . Ela é bolsista de 2018 do International Writing Program em Iowa  e bolsista de 2022 do Landys and Gyr Stiftung na Suíça. 